# Жирарден, Рене Луи де
Рене Луи, маркиз де Жирарден (фр. René Louis de Girardin, 24 февраля 1735, Париж — 20 сентября 1808) — французский военный и публицист.
Служил во французской армии, затем — при дворе бывшего польского короля Станислава Лещинского в Нанси. Отличился в Семилетней войне. В его имении Шато де Эрменонвиль (в департаменте Уазы) нашёл приют в последние дни своей жизни Жан Жак Руссо. Его сочинения De la composition des paysages (1777) переведены почти на все европейские языки.
Имел 4 сыновей и 2 дочерей, среди них:
- Станислас (1762—1827) — политик и публицист;
- Александр (1776—1855) — генерал.

## Образ в литературе
Жирарден — один из главных героев романа Лиона Фейхтвангера «Мудрость чудака, или Смерть и преображение Жан-Жака Руссо».